# أل بو سوادي (جفال)
أل بو سوادي (بالفارسية: البوسوادی) هي قرية تقع في إيران في قسم جفال الريفي. يقدر عدد سكانها بـ 755 نسمة بحسب إحصاء 2016.